# Michael Janyk
Michael Janyk (* 22. März 1982 in North Vancouver, British Columbia) ist ein ehemaliger kanadischer Skirennläufer. Seine stärkste Disziplin war der Slalom.

## Biografie
Janyk, dessen ältere Schwester Britt Janyk ebenfalls im Weltcup startete, war ein Slalomläufer. Bereits in seiner ersten kompletten Saison 2004/05 erzielte er mehrere Top-15-Ergebnisse. Sein bisheriges Bestresultat ist der zweite Platz im Slalom von Beaver Creek im Dezember 2006. Die Saison 2006/07 beendete er an siebenter Position im Slalomweltcup.
Bei den Skiweltmeisterschaften 2005 in Bormio belegte Janyk im Slalom den elften Platz. 2006 gab er in Turin sein Debüt bei Olympischen Winterspielen und fuhr im Slalom auf Rang 17. Bei den Weltmeisterschaften 2007 in Åre erreichte er den sechsten Platz im Slalom.
Nach zwei enttäuschenden Jahren mit Startnummern jenseits der 60 kam er in der Saison 2008/2009 wieder in Schwung. Die Krönung seines Comebacks gelang ihm mit der Bronzemedaille im Slalom bei den Weltmeisterschaften 2009 in Val-d’Isère. In der Saison 2009/10 erreichte Janyk mit sechs Top-10-Plätzen den neunten Rang im Slalomweltcup. Den Slalom der Olympischen Winterspiele 2010 in Vancouver beendete er 13. Stelle, in der Super-Kombination wurde er 26. Bei den Weltmeisterschaften 2011 in Garmisch-Partenkirchen blieb er nach einem Ausfall im Slalom ohne Resultat. Im Weltcup fuhr er im Winter 2010/11 viermal unter die schnellsten fünf, während er in der Saison 2011/12 nur zweimal unter die besten zehn kam.
In den beiden folgenden Wintern 2012/13 und 2013/14 blieb je ein 14. Platz sein bestes Weltcupergebnis. Sein letztes Weltcuprennen bestritt Janyk am 9. März 2014 in Kranjska Gora; dabei erreichte er im Slalom den 15. Platz.

## Erfolge

### Olympische Spiele
- Turin 2006: 17. Slalom
- Vancouver 2010: 13. Slalom, 26. Super-Kombination
- Sotschi 2014: 16. Slalom

### Weltmeisterschaften
- Bormio 2005: 11. Slalom
- Åre 2007: 6. Slalom, 22. Superkombination
- Val-d’Isère 2009: 3. Slalom
- Schladming 2013: 14. Slalom

### Weltcup
- 1 Podestplatz, 9 weitere Platzierungen unter den besten fünf

### Weltcupwertungen
| Saison  | Gesamt | Gesamt | Slalom | Slalom | Kombination | Kombination |
| Saison  | Platz  | Punkte | Platz  | Punkte | Platz       | Punkte      |
| ------- | ------ | ------ | ------ | ------ | ----------- | ----------- |
| 2004/05 | 55.    | 113    | 17.    | 113    | -           | -           |
| 2005/06 | 61.    | 118    | 20.    | 18     | -           | -           |
| 2006/07 | 33.    | 288    | 7.     | 279    | 44.         | 9           |
| 2007/08 | 101.   | 36     | 40.    | 36     | -           | -           |
| 2008/09 | 56.    | 138    | 20.    | 138    | -           | -           |
| 2009/10 | 25.    | 267    | 9.     | 267    | -           | -           |
| 2010/11 | 39.    | 217    | 13.    | 217    | -           | -           |
| 2011/12 | 59.    | 140    | 21.    | 140    | -           | -           |
| 2012/13 | 93.    | 39     | 35.    | 39     | -           | -           |
| 2013/14 | 79.    | 63     | 28.    | 63     | -           | -           |

### Nor-Am Cup
- Saison 2003/04: 3. Slalomwertung
- Saison 2008/09: 3. Slalomwertung
- Saison 2009/10: 5. Slalomwertung
- Saison 2012/13: 4. Slalomwertung
- 16 Podestplätze, davon 6 Siege

### Juniorenweltmeisterschaften
- Verbier 2001: 46. Riesenslalom
- Tarvisio 2002: 9. Super-G, 30. Abfahrt

### Weitere Erfolge
- 5 Podestplätze im Europacup, davon 1 Sieg
- 4 kanadische Meistertitel (Slalom 2004, 2006, 2009 und 2010)
- 12 Siege in FIS-Rennen